# 네이트 리처트
네이트 리처트(Nate Richert, 1978년 4월 28일 ~ )는 미국의 배우이다.

## 출연 작품

### 드라마
- 사브리나